# Seler
Seler er tekstil eller læder stropper der bæres over skuldrene for at holde et par bukser oppe. Stropperne kan være elastiske enten helt eller delvist, der hvor de sidder fast i bukserne, og de fleste seler er udført i vævet stof der former et X eller Y på ryggen. Seler bliver typisk sat fast i bukserne med knapper i læderstykker i enderne af selerne, eller ved clips, der sætte fast i bukserne.

## Historie
Der har været adskillige forgængere selerne igennem de seneste 300 år, men den moderne type seler blev først opfundet i 1820 af Albert Thurston og blev tidligere benyttet af alle på grund af moden med høj talje i bukser i midten af 1800-tallet og begyndelsen af 1900-tallet, hvilket gjorde det upraktisk at benytte bælte. I løbet af 1900-tallet blev seler nogle gange omtalte som gallouses på engelsk. Samuel Clemens, der er bedre kendt under sit forfatternavn Mark Twain, patenterede "justerbare og aftagelige remme til beklædningsgenstande", og var den første, der modtog et patent i USA for seler i 1871. Efter at seler mistede deres popularitet under 1. verdenskrig, da mænd blev vant til uniformbælter, blev de stadig brugt regelmæssigt igennem 1920'erne. Fordi seler blev set som "undertøj", udskiftede nogle mænd dem med bælter i løbet af 1930'erne da veste, som tidligere havde skjulte selerne, blev båret sjældnere. Dette signalerede også et skift i placeringen af knapper fra ydersiden af linningen til indersiden. Tidsskriftet Life påstod i 1938 at 60 % af de amerikanske mænd valgte bæltet frem for seler. Selvom tilbagekomsten af bukser i fuller-snit i 1940'erne genoplivede selerne, kom de ikke til at dominere over bæltet igen i samme grad som tidligere. I Storbritannien er det fortsat normen at bære seler til jakkesæt og kjole bukser.